# Parapercis diagonalis
Parapercis diagonalis és una espècie de peix de la família dels pingüipèdids i de l'ordre dels perciformes.

## Descripció
- La femella fa 12,8 cm de llargària màxima i presenta el terç superior del cos de color marró verdós amb 6 grans taques quadrangulars i negroses, el següent terç de color blanc i lleugerament tacat de rosa i esquitxat de negre, mentre que el terç inferior mostra 6 grans taques vermelloses fosques, quadrangulars i esquitxat de negre al dors. El cap és de color gris blavós amb una línia obliqua negra a la galta per sota de l'ull, la qual acaba en un petit punt negre i seguida per dues franges amples i vermelloses. Té una gran taca de color negre a l'aleta dorsal i una filera de petites taques negres a la part tova de la mateixa aleta. La base de l'aleta anal té una filera de taques negres i la caudal dues línies amples i negroses.
- Mandíbula inferior sortint. 3 parells de dents canines. Absència de dents palatines.
- 5 espines i 21 radis tous a l'aleta dorsal i 1 espina i 17 radis tous a l'anal. 16 radis a les aletes pectorals. La quarta espina de l'aleta dorsal és la més allargada del conjunt.
- Aletes pèlviques arribant just a l'anus. Aleta caudal emarginada a la meitat superior i arrodonida a la meitat ventral.
- 30 vèrtebres.
- 57 escates a la línia lateral. Escates ctenoides al dors de l'opercle, esdevenint progressivament cicloides, més petites i sense imbricació a les galtes.[3][5]

## Reproducció
És hermafrodita.

## Hàbitat i distribució geogràfica
És un peix marí, bentopelàgic (fins als 3 m de fondària) i de clima tropical, el qual viu al Pacífic occidental: Indonèsia.

## Observacions
És inofensiu per als humans.